# ŽNL Šibensko-kninska
ŽNL Šibensko-kninska peti je stupanj nogometnih natjecanja u Hrvatskoj. U ovoj ligi prvoplasirani klub ide u kvalifikacije za viši razred – 3. NL – Jug, dok zbog manjka klubova nitko ne ispada. Klubovi koji nastupaju u ovoj ligi su s područja Šibensko-kninske županije.

## Sudionici

### Sezona 2024./25.
- Croatia – Stankovci  ↓ZD
- Dinara – Knin
- DOŠK –  Drniš
- Janjevo – Kistanje
- Mihovil – Šibenik
- Mladost – Tribunj
- Rudar – Siverić, Drniš
- SOŠK – Skradin
- Zagora II – Unešić  ↓1

### Bivši sudionici
nepotpun popis 
- Bukovica – Kistanje
- Krka – Lozovac, Šibenik
- Rogoznica – Rogoznica
- Šibenik II – Šibenik  ↓1
- Vodice – Vodice
- Vodice II – Vodice  ↓1
- Vrlika – Vrlika  ↓SD
- Zagora – Unešić
- Zrinski – Kijevo

↑1  Ovdje nastupa rezervna ("B") momčad kluba 

↑SD  klub iz Splitsko-dalmatinske županije 

↑ZD  klub iz Zadarske županije

## Povijest

### Dosadašnji pobjednici
| Sezona           | Razred             | Pobjednik          |
| ---------------- | ------------------ | ------------------ |
| 1998./99.        | 4.                 | Dinara Knin        |
| 1999./2000.      | 4.                 |                    |
| 2000./01.        | 4.                 | Rudar Siverić      |
| 2001./02.        | 4.                 | Vodice             |
| 2002./03.        | 4.                 | Dinara Knin        |
| 2003./04.        | 4.                 | Zagora Unešić      |
| 2004./05.        | 4.                 | Vodice             |
| 2005./06.        | 4.                 | Dinara Knin        |
| 2006./07.        | 5.                 | Zagora II Unešić   |
| 2007./08.        | 5.                 | Krka Lozovac       |
| 2008./09.        | 5.                 | Rudar Siverić      |
| 2009. – 2012.    | nije postojala ŽNL | nije postojala ŽNL |
| 2012./13.        | 4.                 | Dinara Knin        |
| 2013./14.        | 4.                 | Vodice             |
| 2014./15.        | 4.                 | Vodice             |
| 2015./16.        | 4.                 | Mladost Tribunj    |
| 2016./17.        | 4.                 | Zagora Unešić      |
| 2017./18.        | 4.                 | Vodice             |
| 2018./19.        | 4.                 | Vodice             |
| 2019./20. ↓19/20 | 4.                 | Dinara Knin        |
| 2020./21.        | 4.                 | Šibenik II         |
| 2021./22.        | 4.                 | Rudar Siverić      |
| 2022./23.        | 5.                 | DOŠK Drniš         |
| 2023./24.        | 5.                 | Dinara Knin        |
| 2024./25.        | 5.                 | DOŠK Drniš         |

Napomene:
↑19/20  – u sezoni 2019./20. prvenstvo prekinuto u ožujku (uoči proljetnog dijela) zbog pandemije COVID-19 u svijetu i Hrvatskoj

## Vanjske poveznice
- facebook.com, 1. ŽNL Šibensko-kninska, stranica lige
- forum sportnet.hr, 1.ŽNL Šibensko-kninska  Arhivirana inačica izvorne stranice od 14. svibnja 2021. (Wayback Machine)
- sibenskiportal.rtl.hr, Sport  Arhivirana inačica izvorne stranice od 2. veljače 2023. (Wayback Machine)
- sibenski.slobodnadalmacija.hr, Sport / Nogomet
- dalmatinskinogomet.hr
- dalmatinskinogomet.hr, Vijesti / Šibensko-kninska ŽNL
- sibenskiportal.hr
- Nogometni savez Šibensko-kninske županije